# Ludwik de Laveaux (etnograf)
Ludwik de Laveaux (ur. 1785 w Jankowicach na Lubelszczyźnie, zm. 23 września 1870 w Krakowie) – etnograf, pamiętnikarz, właściciel wsi Rycerka na Żywiecczyźnie.

## Życiorys
Urodził się w należącej do jego babki wsi Jankowice na Lubelszczyźnie. Był synem Ludwika de Laveaux, hrabiego lotaryńskiego, który zamieszkał w Polsce. Uczęszczał do szkoły w Sandomierzu, a następnie uczył się u prywatnych nauczycieli. W 1803 roku przyjechał do Krakowa i był słuchaczem Uniwersytetu Jagiellońskiego (uczęszczał na wykłady profesorów Czecha i Szeidta). W 1808 roku, za pieniądze otrzymane od swojej babki (3000 dukatów holenderskich), zakupił wieś Rycerkę na Żywiecczyźnie. Częstokroć przebywał w należącej do siebie wsi, żywo zainteresowawszy się kulturą górali żywieckich.
W 1809 roku odbywał służbę w straży przybocznej księcia Józefa Poniatowskiego. Wydał szereg publikacji z zakresu przyrodoznawstwa oraz etnografii. Pod koniec życia zamieszkał w Krakowie. Jest pradziadkiem polskiego malarza Stanisława Ludwika de Laveaux. Po śmierci wydano drukiem pamiętniki jego autorstwa.

## Publikacje
- Obraz piękności natury, czyli listy Władysława do Celestyny (1826)
- Górale beskidowi zachodniego pasma Karpat Środkowych: Rys zwyczajów i obyczajów włościan okolic Żywca (1851)
- Pamiętniki (1879)[1].